# Zuse Z4

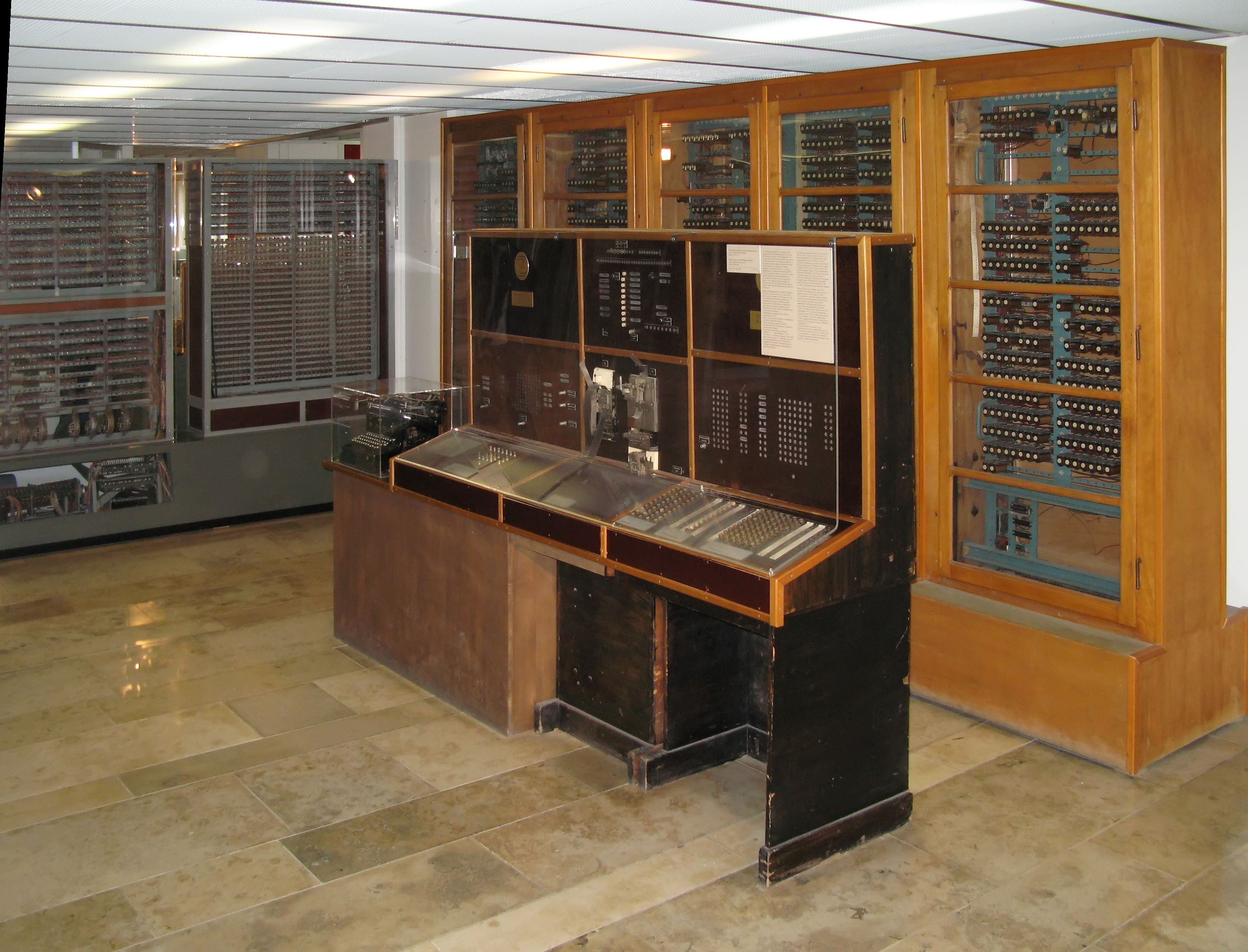
Die Z4 im Deutschen Museum (München)

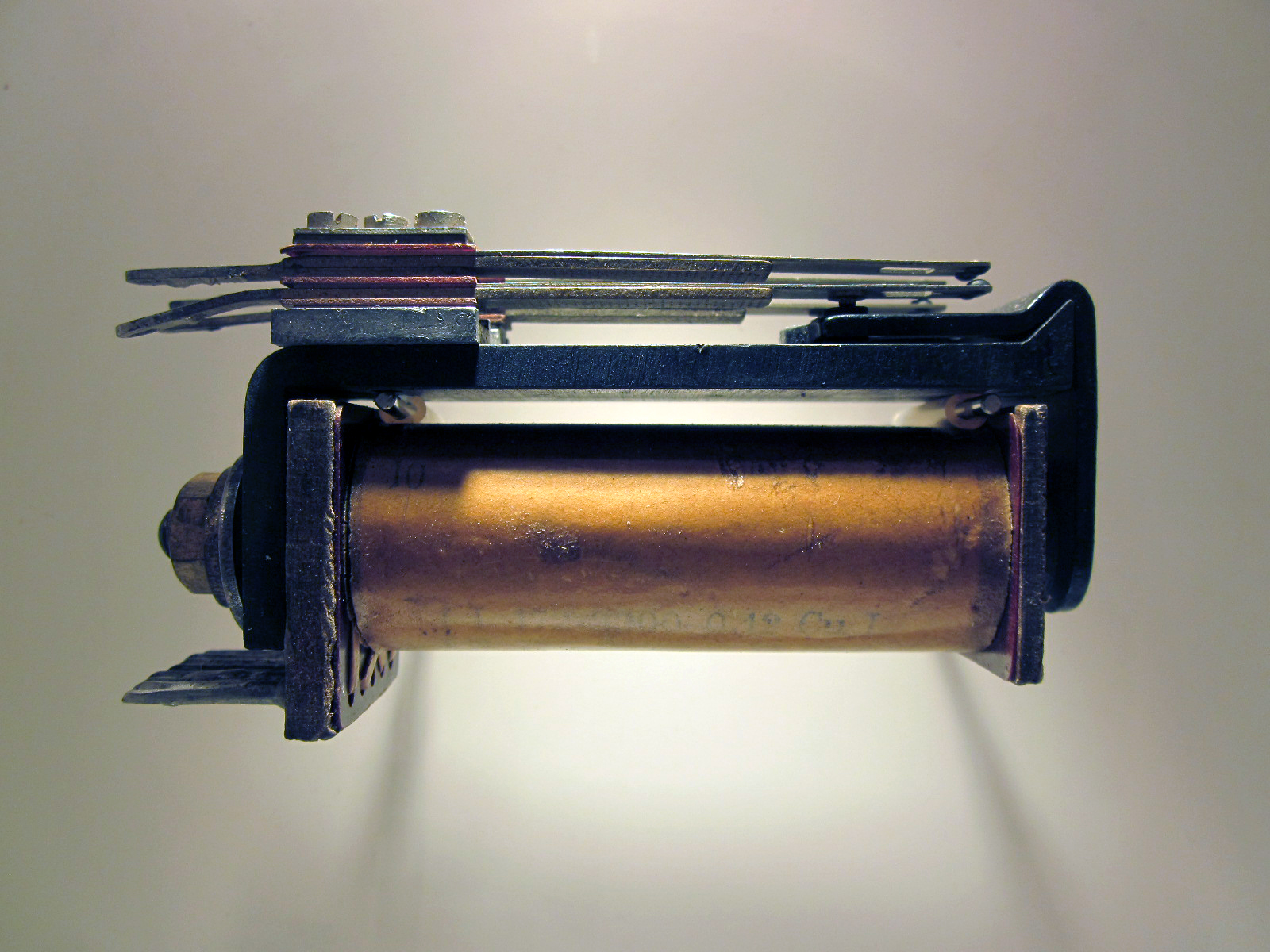
Elektromagnetisches Relais der Z4

Die Zuse Z4 ist ein zwischen 1942 und 1945 von dem Zuse Ingenieurbüro und Apparatebau entwickelter Digitalrechner, der aus 2200 Relais gebaut ist. Er verfügt über einen elektromechanischen Speicher, der 64 Zahlen je 22 Bit aufnehmen kann.

## Entwicklung
Die Z4 wurde von 1942 bis 1945 unter der Leitung von Konrad Zuse als Weiterentwicklung der Zuse Z3 in Berlin gebaut. Um ihr von der Programmierseite her mehr Flexibilität zu geben, war sie für die Anbindung mehrerer Abtaster (Lochstreifenleser) und Locher (Lochstreifenstanzer) vorgesehen. Deshalb waren neben Tasten und Lampen die Lochstreifen das Ein- und Ausgabemedium dieses Rechners. Kurz vor Fertigstellung im Frühjahr 1945 wurde die Z4 von Berlin nach Göttingen in die Aerodynamische Versuchsanstalt des KWI für Strömungsforschung verlegt. Dort wurde sie betriebsbereit fertig entwickelt, sodass erste programmgesteuerte Rechnungen durchgeführt werden konnten. Anfang April 1945 brachte Zuse die Z4 nach Süddeutschland, wo sie die Kriegswirren zunächst in einem Schuppen in Hinterstein im Allgäu, später in einem Mehllager in Hopferau überstand. 1948 konnte dort erstmalig eine Anwendung der instandgesetzten Z4 demonstriert werden, indem die Milchgeldrechnungen der Sennerei Lehern berechnet wurden. Konrad Zuse gründete 1949 in Neukirchen die Firma Zuse KG.

## Erster kommerzieller Computer
Im Sommer 1949 wurde der Leiter des Instituts für Angewandte Mathematik an der ETH Zürich, Professor Eduard Stiefel, auf die Z4 aufmerksam, um diese in der Forschung einzusetzen. Er fuhr deshalb nach Hopferau und traf sich mit Zuse, um mit ihm einen Mietvertrag über die Nutzung des Rechners zu schließen.
Ein Jahr später wurde die Z4 nach Zürich transportiert, wo sie in den folgenden Jahren an der ETH Zürich intensiv eingesetzt wurde.
Damit war die Z4 zu diesem Zeitpunkt der erste kommerzielle Computer weltweit, da das Konkurrenzprodukt, der amerikanische Rechner UNIVAC, erst einige Monate später fertiggestellt wurde.
In ihren frühen Ausbaustufen hatte die Z4 zunächst keine bedingte Sprunganweisung und war dadurch kein Turing-mächtiger universeller Computer. Nach Ankunft der Z4 in Zürich 1950 wurde diese Funktion jedoch auf Anraten der Numeriker der ETH Zürich eingebaut.
Die Z4 diente der ETH Zürich zwischen 1950 und 1955 als zentraler Rechner. Sie brachte Professor Stiefel dabei auch wichtige Erkenntnisse für den sich unter seiner Leitung im Bau befindlichen Rechners ERMETH, der 1956 fertiggestellt wurde. Die Z4 hatte nur einen beschränkten Speicher für Zwischenwerte, was auch einen Einfluss auf Details der später am Institut entwickelten Algorithmen nahm. 
2020 wurde eine „Bedienungsanweisung Z4“ aus dem Besitz des Flugzeugingenieurs René Boesch gefunden, die davor als verschollen galt. Boesch war in den 1950er Jahren am Institut für Flugzeugbau der ETH Zürich bei Manfred Rauscher tätig. Die Bedienungsanleitung stammt von 1952 und wurde am Institut für Angewandte Mathematik der ETH Zürich verfasst, wobei sie wahrscheinlich auf einem Text von Konrad Zuse beruht, der für den Eigengebrauch redigiert wurde. In der Anleitung wird auch der bedingte Sprungbefehl beschrieben.
Die Z4 wurde am Institut für Angewandte Mathematik der ETH Zürich unter Stiefel unter anderem für geheime Berechnungen des Flügelflatterns beim Kampfflugzeug P-16 Mk. III eingesetzt. An diesen Flugzeugberechnungen waren die Institutsassistenten Urs Hochstrasser, Hans Rudolf Schwarz, Heinz Waldburger sowie Heinz Rutishauser und Ambros Speiser beteiligt. Insgesamt wurden an der Z4 von 1950 bis 1955 rund 100 Aufträge ausgeführt, darunter Raketenflugbahnberechnungen für die Maschinenfabrik Oerlikon-Bührle, Flugzeugberechnungen für die  Eidgenössischen Flugzeugwerke in Emmen und für die Flug- und Fahrzeugwerke Altenrhein.

## Nutzung am ISL
Nachdem der Mietvertrag der Z4 zwischen der ETH Zürich und Zuse 1955 abgelaufen war, verkaufte Zuse den Rechner im selben Jahr an das französische Rüstungsforschungsinstitut ISL. 
Der Kontakt zwischen dem Institut und Zuse war durch den deutschen Forscher Theodor Fromme zustande gekommen, der zu diesem Zeitpunkt in dem Institut tätig war. Fromme hatte die Entwicklung und den Nutzen der Z4 bereits ab 1950 interessiert verfolgt und war von der Leistung begeistert. Er empfahl daher dem Leiter des Instituts, Hubert Schardin, den Rechner zu erwerben. 1957 erhielt die Z4 einen relaisgesteuerten Ferritkernspeicher, der eine logische Information pro Ferritkern speichern konnte.
Das ISL nutzte den Rechner bis 1959 überwiegend in der Forschung für ballistische Zwecke, bis er 1960 von der Zuse AG zurückerworben wurde.

## Verbleib ab 1960
1960 wurde die Z4 dem Deutschen Museum in München überlassen und gehört seit 1988 zu der Ausstellung über Informatik.

Gemäß einer anderen Quelle sei die Z4 ab 1960 zunächst nach Finnland gebracht worden, um anschließend mit zerschnittenen Kabelsträngen in einem Keller des Siemens-Museums in München aufgefunden worden zu sein. Erst 1980 sei sie von Bad Hersfeld in das Deutsche Museum in München gelangt.

## Vergleich mit anderen frühen Computern
| Computermodell           | Land        | Inbetriebnahme | Gleitkomma- arithmetik | Binär | Elektronisch | Programmierbar                  | Turingmächtig                  |
| ------------------------ | ----------- | -------------- | ---------------------- | ----- | ------------ | ------------------------------- | ------------------------------ |
| Zuse Z3                  | Deutschland | Mai 1941       | Ja                     | Ja    | Nein         | Ja, mittels Lochstreifen        | über Umwege, nie genutzt       |
| Atanasoff-Berry-Computer | USA         | Sommer 1941    | Nein                   | Ja    | Ja           | Nein                            | Nein                           |
| Colossus                 | UK          | 1943           | Nein                   | Ja    | Ja           | Teilweise, durch Neuverkabelung | Nein                           |
| Mark I                   | USA         | 1944           | Nein                   | Nein  | Nein         | Ja, mittels Lochstreifen        | Ja                             |
| Zuse Z4                  | Deutschland | März 1945      | Ja                     | Ja    | Nein         | Ja, mittels Lochstreifen        | keine bedingte Sprunganweisung |
| Zuse Z4                  | Deutschland | um 1950        | Ja                     | Ja    | Nein         | Ja, mittels Lochstreifen        | Ja                             |
| ENIAC                    | USA         | 1946           | Nein                   | Nein  | Ja           | Teilweise, durch Neuverkabelung | Ja                             |
| ENIAC                    | USA         | 1948           | Nein                   | Nein  | Ja           | Ja, mittels Widerstandsmatrix   | Ja                             |